# 초이스37
초이스37(Choice37, 초이스 써리세븐)은 한국계 미국인 음악 프로듀서이다.

## 수상 및 후보
- 2013년 리드머 어워드 올해의 프로듀서상[1]